# Musikverein

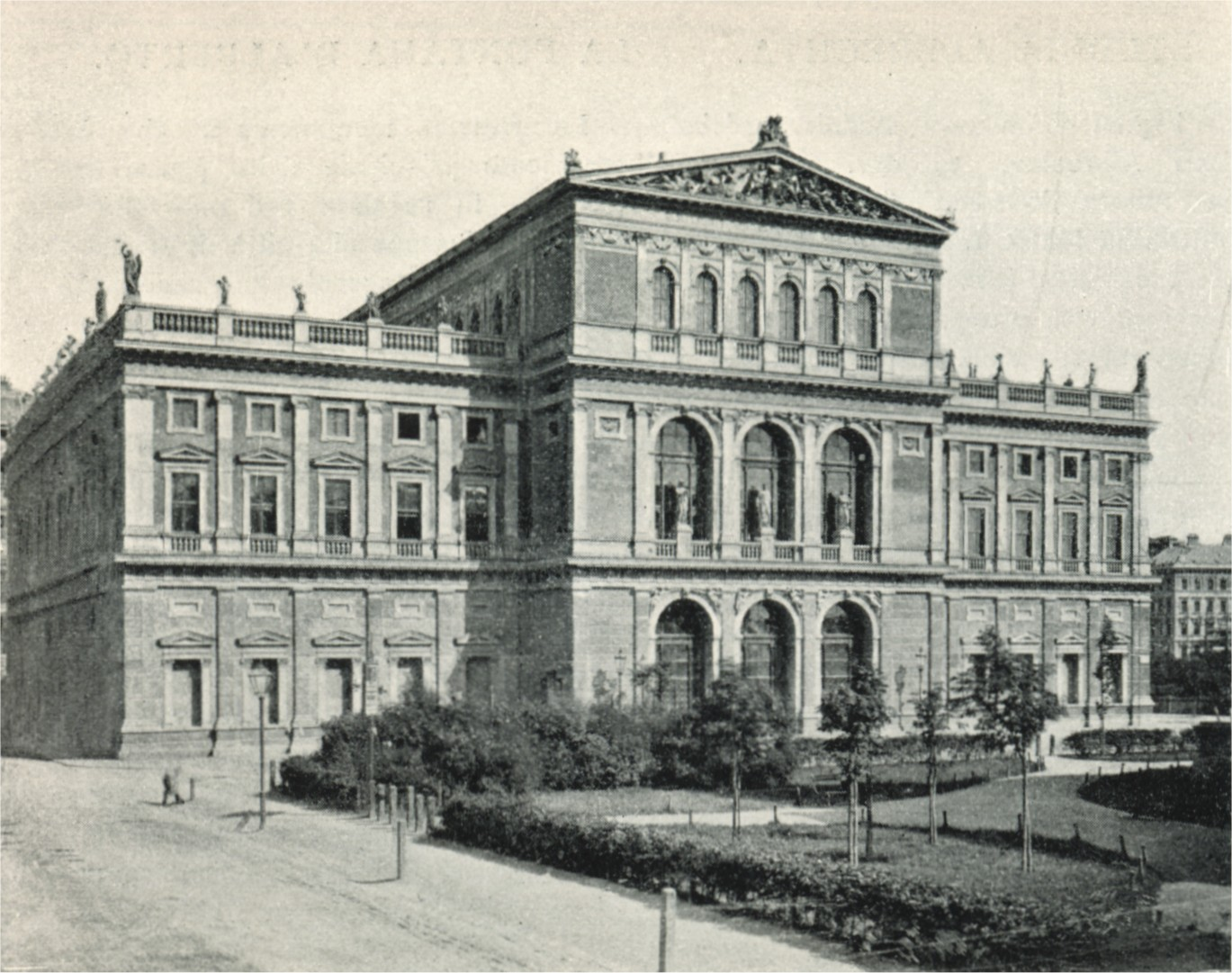
A Musikverein 1898 körül

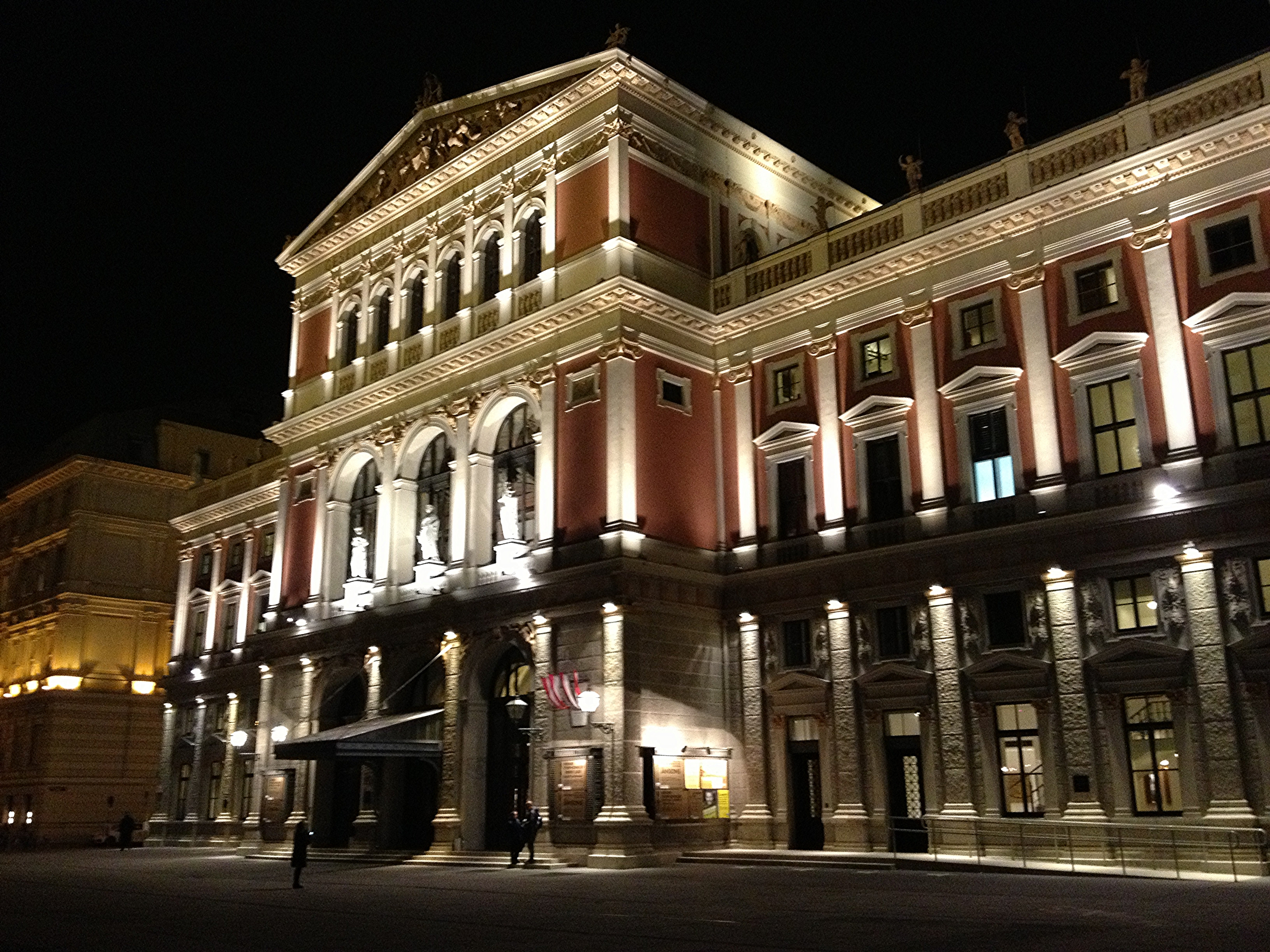
A Musikverein este, 2012. december

A Musikverein (Wiener Musikverein, IPA: [ˌviːnɐ muˌziːkfɛɐ̯ˈʔeɪ̯n], a. m. Bécsi Zeneegyesület, röviden Musikverein) a bécsi Innere Stadt (Belváros) kerület egyik koncertterme, a Bécsi Filharmonikus zenekar székhelye.
Nagyterme (Großer Saal) kiváló akusztikájának köszönhetően a világ legnagyobb tekintélynek örvendő koncerttermeinek egyike, a Konzerthaus Berlin, az amszterdami Concertgebouw és a Boston Symphony Hall mellett. Bár ezek a csarnokok az utóbbi kivételével nem a modern korban, az akusztika újabb eredményeinek figyelembe vételével épültek, kialakításuk hosszú, magas, keskeny, cipősdoboz-alakú.

## Története
Az épület a Dumbastraße és a Bösendorferstraße sarkán a Hotel Imperial mögött, a Ringstraße (körút) és a Wien folyócska közelében, a Bösendorferstraße és a Karlsplatz között fekszik. Mivel azonban a Bösendorferstraße egy viszonylag kis utca, az épület helye inkább úgy ismert, mint a Karlsplatz és a Kärntner Ring (a Ringstraße része) közti hely. A Zenebarátok Társasága (Gesellschaft der Musikfreunde) által üzemeltetendő koncertteremnek épült, a Ferenc József császár által 1863-ban felajánlott telken.
Theophil Hansen dán építész tervei alapján emelték klasszicista stílusban, ókori görög templomot formázva, egy nagy koncerttermet és egy kisebb kamaratermet alkotva. Belsejét antik görög szobrokkal és díszekkel ékesítették. 1870 vízkeresztje napján, ünnepélyes koncert keretében avatták fel. Legfőbb támogatója Nikolaus Dumba görög származású gyáros, liberális politikus volt, akiről az osztrák kormány a környező utcák egyikét elnevezte.
A Nagyterem akusztikáját eleinte Hansen elképzelései határozták meg, noha ő még nem foglalkozott építészeti akusztikával. A téglalap alakú terem arányai, üregei és a szobrok korábban számos hangvisszaverődést okoztak. 

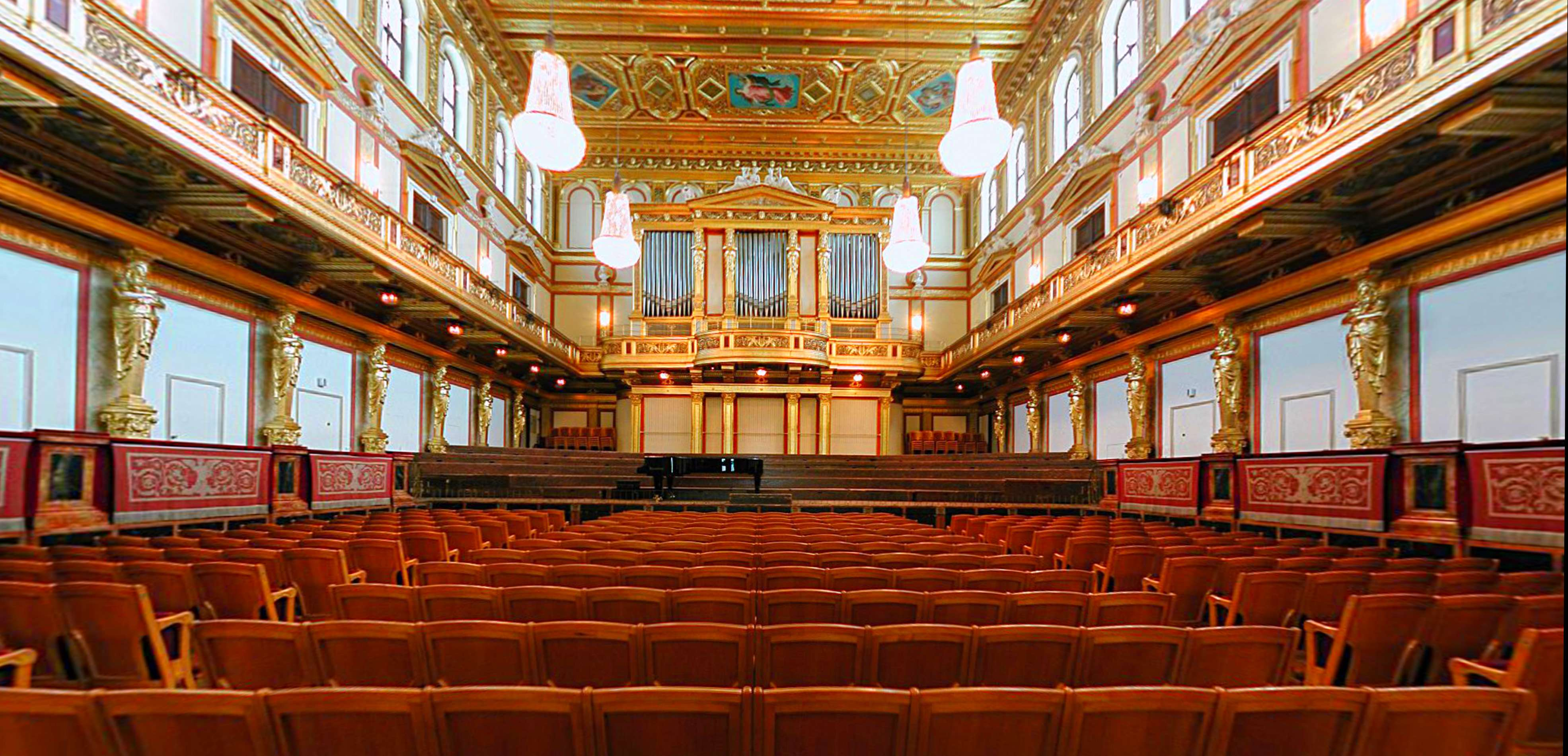
Az Aranyteremként is ismert Nagyterem

Az eredeti berendezésben egy történelmi orgona szerepelt Friedrich Ladegast műhelyéből, amelyet Anton Bruckner avatott fel, 1872-ben. A mai orgonát eredetileg 1907-ben az osztrák Rieger Orgelbau cég szállította, olyan nagyra becsült zenészek közreműködésével, mint Franz Schmidt vagy Marcel Dupré, majd 2011-ben átépítették.
2001-ben az épület is átesett felújításon, alagsorában számos új próbaterem kialakításával.

## Jelentős koncertjei
Itt zajlott Arnold Schönberg 1913-as botrányos koncertje.  1939 óta ez a világszerte közvetített évenkénti nagy újévi hangverseny helyszíne.

## További információk

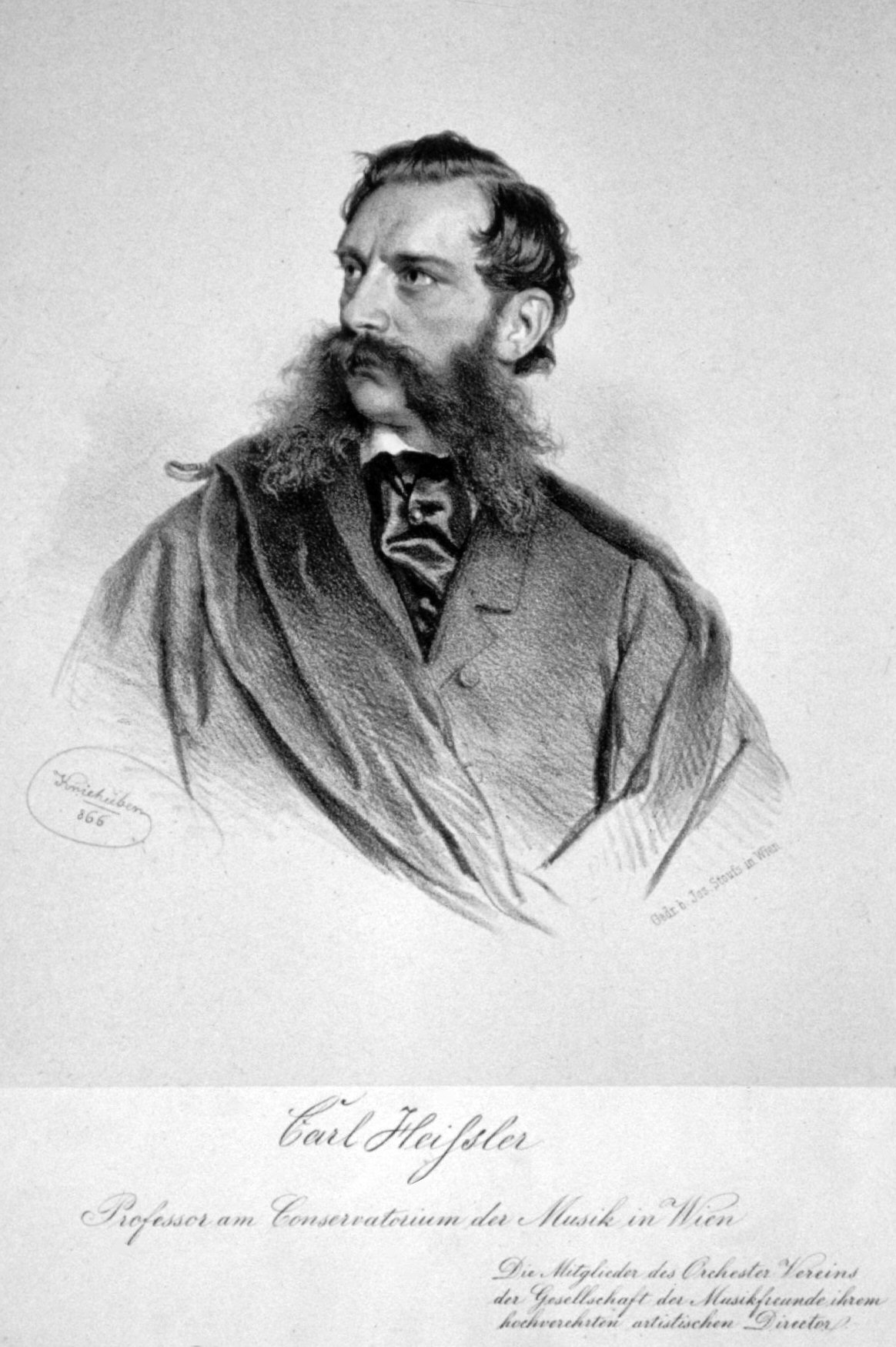
Carl Heissler 1866-ban Kriehuber litográfiája

## Termek
| Név                         | Méret         | Magasság | Ülőhely                    |
| --------------------------- | ------------- | -------- | -------------------------- |
| Nagyterem (Aranyterem)      | 48,8 × 19,1 m | 17,75 m  | 1744 (és kb. 300 állóhely) |
| Brahms-terem                | 32,5 × 10,3 m | 11 m     | 600                        |
| Üvegterem/Magna Auditórium  | 22 × 12,5 m   | 8 m      | 380                        |
| Fémterem                    | 10,5 × 10,8 m | 3,2 m    | 70                         |
| Kőterem/Horst Haschek-terem | 13 × ~8,6 m   | ~3,3 m   | 60                         |
| Faterem                     | 11,5 × 7,5 m  | 3,4 m    | 60                         |

## Vezető karmesterek
- Josef Hellmesberger 1850–59
- Johann von Herbeck 1859–69
- Carl Heissler 1869–71
- Anton Rubinstein 1871–72
- Johannes Brahms 1872–75
- Eduard Schön 1870 k.
- Johann von Herbeck 1873–77
- Richter János 1880–90
- Franz Schalk 1904–1921
- Ferdinand Löwe
- Wilhelm Furtwängler 1921–27
- Leopold Reichwein  1921–27
- Robert Heger 1925–33
- Kurt Adler 1933
- Herbert von Karajan 1948–64

## Fordítás
Ez a szócikk részben vagy egészben  a   Musikverein című angol Wikipédia-szócikk ezen változatának fordításán alapul.  Az eredeti cikk szerkesztőit annak laptörténete sorolja fel. Ez a jelzés csupán a megfogalmazás eredetét és a szerzői jogokat jelzi, nem szolgál a cikkben szereplő információk forrásmegjelöléseként.